# سیارک ۲۵۰۲۴
سیارک ۲۵۰۲۴ (به انگلیسی: 25024 Calebmcgraw، نامگذاری:1998QL19) بیست و پنج هزار و بیست و چهارمین سیارک کشف شده‌است که در ۱۷ اوت ۱۹۹۸ کشف شد.
قدر مطلق سیارک برابر ۱۹.۵ است.